# 坤布倫
坤布倫（泰語： Khun Borom Rachathirath），是东南亚壯泰語民族傳說中的祖先。
根據壯泰語民族的傳說，坤布伦是天神因陀罗的儿子。因陀罗為了懲罰人間的罪惡而用大洪水滅亡了人類文明，僅僅留下了坤布倫和三位酋長，让他们重建和教导新的人类。後來坤布倫乘坐水牛從天上回到了人間，来到了勐唐（在今越南奠边省奠边府市），重新創造了人類。坤布倫统治泰族25年，教会人们使用新的技术，以及各种艺术创作。
坤布伦有九个儿子，其中七个儿子成为了国王：
1. 昆洛（Khun Lor）统治勐蘇瓦（瑯勃拉邦）
2. Khun Palanh统治西雙版納
3. Khun Chusong统治Tung Kea（今日老挝华潘省至越南北部）
4. Khun Saiphong统治蘭納（今泰国清迈府）
5. Khun Ngua In统治阿瑜陀耶（今泰国大城府）
6. Khun Lok-Khom统治Moung Hongsa（今缅甸掸邦）
7. Khun Chet-Cheang统治Moung Phuan（今老挝川圹省）

不少西方學者認為南诏国的第一代君主皮羅閣就是坤布倫，泰国大部分学者也是持这种观点。又一些英國和泰國的學者認為泰族是南詔人的祖先。不过，這一觀點遭到许多中國學者的反對。